# Dolný Pial
Dolný Pial (hongrois : Alsópél) est un village de Slovaquie situé dans la région de Nitra.

## Histoire
Première mention écrite du village en 1470.

## Démographie

### Évolution de la population
| Année:               | 1994. | 2004.   | 2014.   | 2024.   |
| -------------------- | ----- | ------- | ------- | ------- |
| Nombre de personnes: | 977   | 989     | 951     | 923     |
| Différence:          |       | +1,22 % | -3,84 % | -2,94 % |

| Année:               | 2023. | 2024.   |
| -------------------- | ----- | ------- |
| Nombre de personnes: | 896   | 923     |
| Différence:          |       | +3,01 % |